# Rosema sciritis
Rosema sciritis är en fjärilsart som beskrevs av Druce 1890. Rosema sciritis ingår i släktet Rosema och familjen tandspinnare. Inga underarter finns listade.